# Saint-Basile (Ardèche)
Saint-Basile é uma comuna francesa na região administrativa de Auvérnia-Ródano-Alpes, no departamento de Ardèche. Estende-se por uma área de 17,85 km². Em 2010 a comuna tinha 360 habitantes (densidade: 20,2 hab./km²).